# Casa del Soldato (Genova)
La Casa del Soldato, già Casa littoria rionale “Nicola Bonservizi”, è un edificio di Genova, sito nel quartiere di Sturla.
Opera dell’architetto Luigi Daneri, rappresenta un importante esempio di architettura razionalista ed è sottoposto a vincolo da parte della Soprintendenza per i Beni Architettonici e Paesaggistici della Liguria.

## Storia

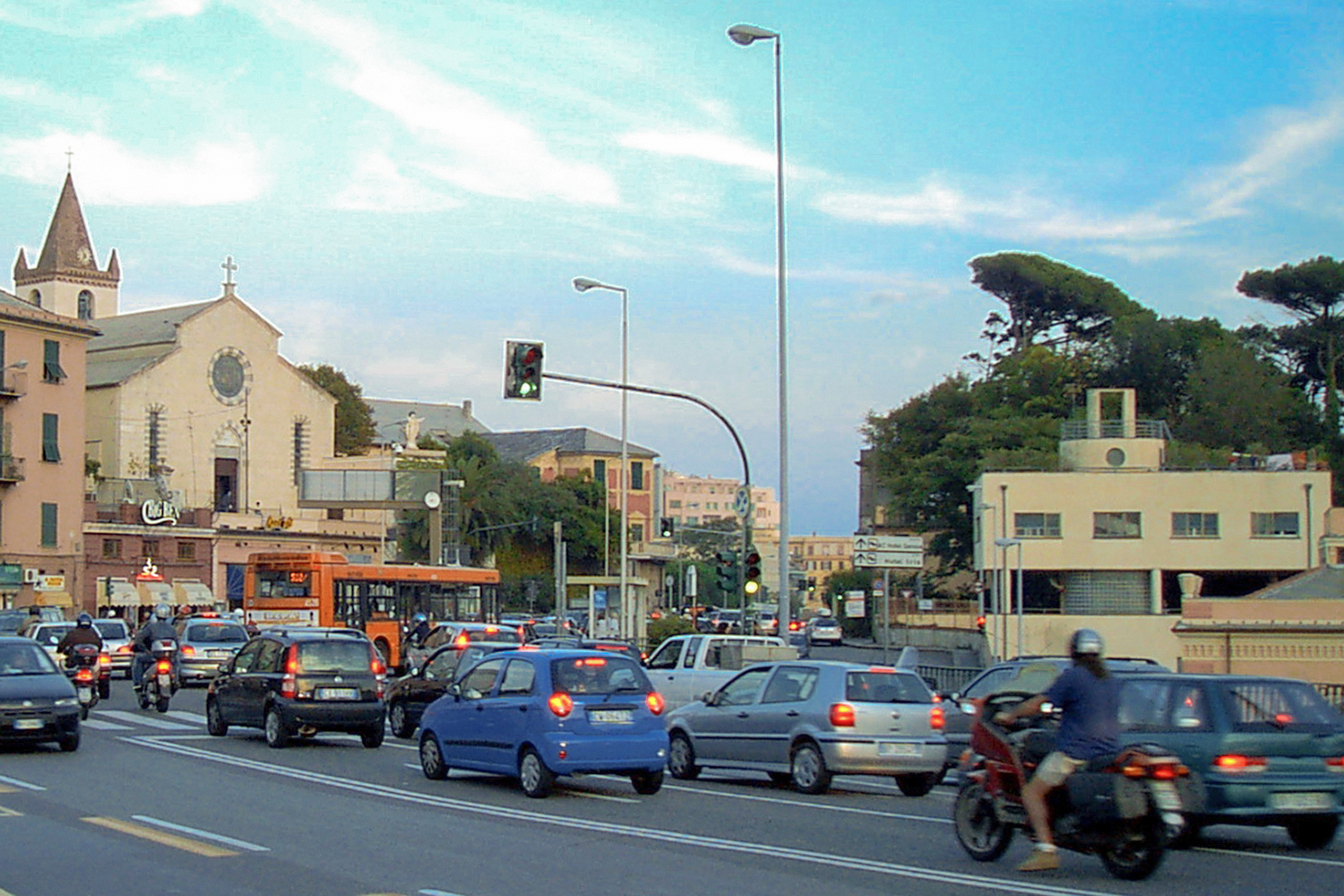
La Casa vista dal livello stradale, sulla destra, di fronte alla Chiesa della Santissima Annunziata di Sturla, a sinistra

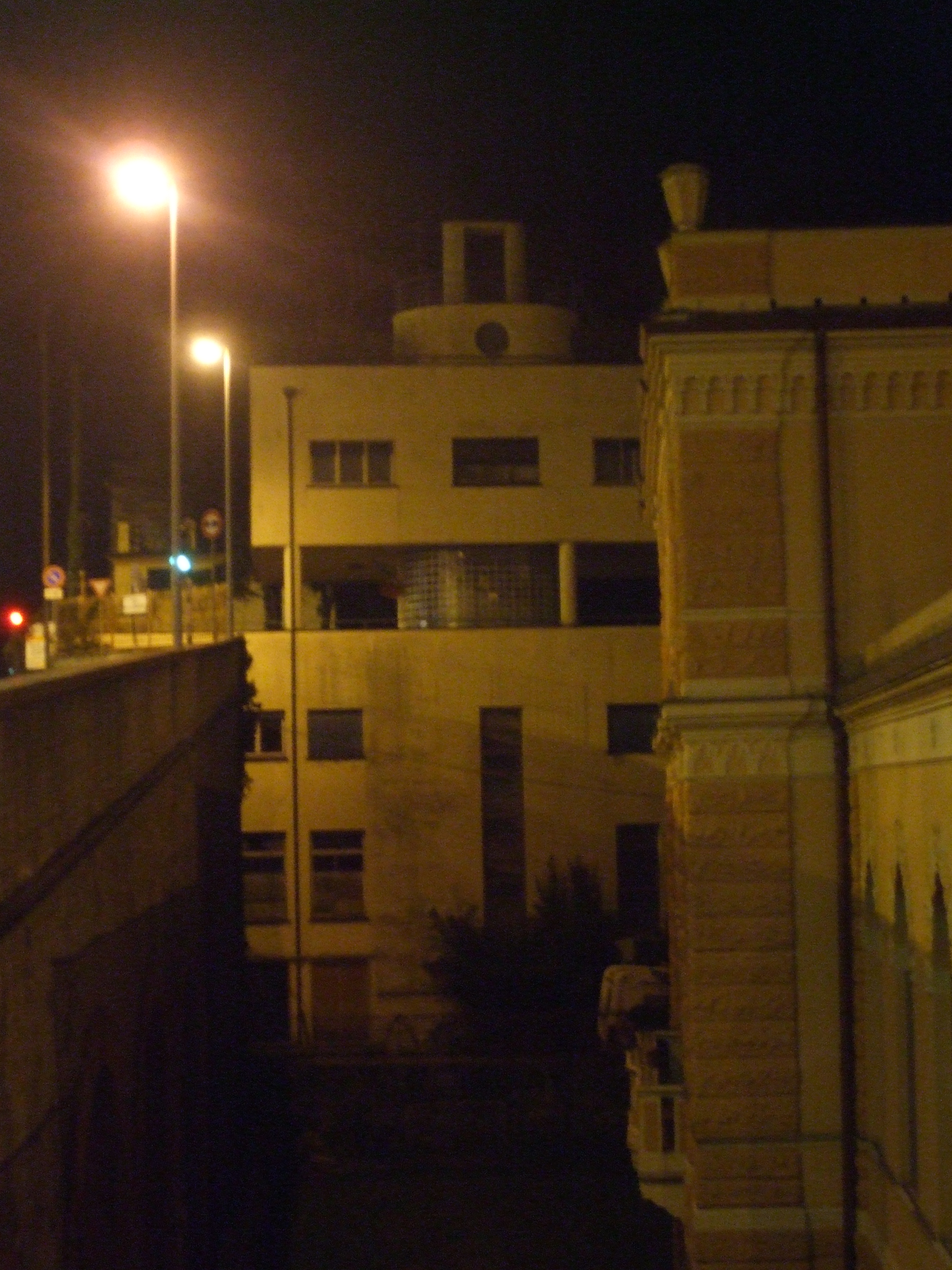
Vista laterale della Casa, in cui è evidenti la particolare altimetria del sito

L'edificio fu costruito su progetto dell'architetto razionalista Luigi Carlo Daneri e compiuto nel 1938. Ospitava in origine il gruppo rionale fascista di Sturla, intitolato al "martire" Nicola Bonservizi.
Si trova in stato di abbandono dal 2009. Un progetto di restauro elaborato nel 2016 rimase senza seguito. Un sopralluogo effettuato nel 2020 dal CLSM (Coordinamento Ligure Studi Militari) ha documentato uno stato precario degli interni a causa di accessi non autorizzati e vandalismi.
Dopo una iniziale attribuzione in gestione al corpo nazionale Vigili del Fuoco, che però vi ha rinunziato per la complessità di utilizzo operativo di un bene storico di questa tipologia e pregio, l'edificio dovrebbe diventare un polo di uffici e servizi.

## Caratteristiche
Le scelte progettuali furono fortemente condizionate dalle caratteristiche del sito: la casa sorge infatti su un terreno posto 11 m più in basso della strada su cui si affaccia.
Daneri ideò quindi un edificio a torre, con i tre piani inferiori (non visibili dalla strada) destinati agli uffici di minore importanza, un piano libero al livello stradale e un piano superiore contenente gli spazi di rappresentanza, che dalla strada appare come un corpo a sé stante, poggiante su pilotis alla maniera corbuseriana.
Il corpo superiore viene trapassato dal corpo scala in vetrocemento di forma ellissoidale, che si innalza superiormente a formare una sorta di torre.
Il carattere dell'edificio si mantiene comunque distante dalla magniloquenza tipica di altre costruzioni simili, mantenendosi fedele a un puro linguaggio razionalista. Secondo la Soprintendenza per i Beni Architettonici e Paesaggistici della Liguria, risulta "particolarmente interessante il "taglio" dell'edificio a livello di Piazza Sturla che dona leggerezza e ricorda il celebre esempio della Ville Savoye di Le Corbusier".